# Vodní mlýn v Dolním Sklenově
Vodní mlýn v Dolním Sklenově v Hukvaldech stojí na Sklenovském potoce, levostranném přítoku Ondřejnice.

## Historie
Vodní mlýn byl svobodný, jeho majitel nebyl povinen robotou na panském. Roku 1936 prošel rekonstrukcí. Po roce 1948 byl obytný dům ponechán v soukromém vlastnictví a mlýnice převedena pod správu národního podniku Mlýny a těstárny Pardubice. Před rokem 1989 se jeho zařízení udržovalo pro účely civilní obrany. Kolem roku 1988 získal budovu mlýna soukromý vlastník, mlýnský náhon převzala do své správy obec.